# Коллетт, Камилла
Камилла Якобине Коллетт (норв. Camilla Jacobine Collett), урождённая Вергеланн (норв. Wergeland, 23 января 1813 — 6 марта 1895), — норвежская писательница, считающаяся первой феминисткой Норвегии.

## Биография
Камилла родилась в 1813 году в Кристиансанне. Её отец, Николай Вергеланн, был видным теологом, политиком и композитором, а братья Генрик Вергеланн и Оскар Вергеланн — известным писателем и генералом-топографом соответственно. Когда Камилле было четыре года, её семья переехала в Эйдсволл. Девочка росла очень образованной, с ранних лет вела дневник, увлекалась чтением и занималась музыкой.
В семнадцатилетнем возрасте во время визита в Кристианию у неё завязался роман с поэтом Юханом Себастьяном Вельхавном, который враждовал с её братом Генриком. Отношения пары были далеко не безоблачными, и не последней причиной тому был брат Камиллы. По прошествии нескольких лет влюблённые были вынуждены расстаться.
В 1841 году Камилла вышла замуж за Петера Юнаса Коллетта, известного политического деятеля и литературного критика. Муж Камиллы оказался искренним и понимающим человеком, готовым обсудить с ней любую проблему. Вступив в брак, она занялась писательской деятельностью, в чём муж оказывал ей полную поддержку.
Наиболее известной работой писательницы стал её роман «Дочери Амтмандена» (норв. Amtmandens Døttre), опубликованный в двух частях в 1854 и 1855 году. В книге уделялось особое внимание трудностям, с которыми сталкивалась женщина того времени в патриархальном обществе. Коллетт также написала несколько рассказов, статей и мемуары.
После десяти лет совместной жизни её муж скончался. Камилле, оставшейся с четырьмя маленькими сыновьями, пришлось продать свой дом. Вскоре из-за тяжёлого финансового положения она была вынуждена отдать троих детей на воспитание к родственникам. Скончалась она в 1895 году в Кристиании.